# Blechnum caudatum
Blechnum caudatum är en kambräkenväxtart som beskrevs av Antonio José Cavanilles. Blechnum caudatum ingår i släktet Blechnum och familjen Blechnaceae. Inga underarter finns listade.